# Pericoma alaeoensis
Pericoma alaeoensis är en tvåvingeart som beskrevs av Kaul 1971. Pericoma alaeoensis ingår i släktet Pericoma och familjen fjärilsmyggor. Inga underarter finns listade i Catalogue of Life.